# Второму игроку приготовиться
«Второму игроку приготовиться» (англ. Ready Player Two) — научно-фантастический роман американского писателя Эрнеста Клайна, продолжение его дебютного романа «Первому игроку приготовиться». О планах по созданию продолжения книги «Первому игроку приготовиться» было объявлено ещё в 2015 году, хотя Клайн начал писать его только в конце 2017-го. Клайн объясняет работу над продолжением тем, что у экранизации первого романа был успех как в финансовом отношении, так и у критиков. Выпуск книги состоялся 24 ноября 2020 года.

## Предыстория создания
В 2015 году в интервью Den of Geek сценарист Зак Пенн, который работал над сценарием экранизации «Первому игроку приготовиться», сообщил о том, что Эрнест Клайн работает над продолжением первого романа. В декабре 2017 года Клайн подтвердил, что он работает над продолжением. Клайн заявил, что у романа будет другая сюжетная линия с участием всех персонажей, но при этом, как и в первой книге, в нём будут присутствовать отсылки к массовой культуре. Клайн объявил о работе над продолжением после экранизации первого романа и сослался на его успех в кинопрокате и у критиков, а также на заинтересованность студии в экранизации продолжения, как дополнительной для него мотивации завершить то, что он начал. Позже Клайн заявил о том, что в процесс написания книги внёс свой вклад Стивен Спилберг. Выпуск книги «Второму игроку приготовиться» состоялся на 24 ноября 2020 года. Издание The Hollywood Reporter сообщило о том, что Уил Уитон озвучит аудиоверсию книги, также как он это сделал в случае с книгой «Первому игроку приготовиться». «Охота за сокровищами», продвигающая книгу, была проведена на игровой онлайн-платформе Roblox.

## Сюжет
Через несколько дней после победы в конкурсе основателя ОАЗИСа Джеймса Холлидея Уэйд Уоттс узнаёт о новой технологии, которую создал Холлидей, но которую он никогда не выпускал для широкой общественности. Эта технология, получившая название ONI, позволяет пользователям не только получать ощущения от пребывания в ОАЗИСе всеми пятью органами чувств, но и записывать свои впечатления в реальной жизни. Уэйд быстро становится зависимым от острых ощущений, доставляемых ONI, и рассказывает о его существовании другим членам «Высокой пятёрки». И Сёто, и Эйч соглашаются с тем, что изделие надо выпускать, в то время как Артемида считает, что это только усугубит проблемы в мире, упростив побег в ОАЗИС. Она также считает, что это опасно, так как использование устройства дольше 12 часов без 12-часового перерыва на отдых может привести к серьёзному повреждению головного мозга. Спор по этому поводу приводит к тому, что она и Уэйд расстаются, особенно после того, как она обнаруживает, что он их записывает.
Продажи ONI стремительно растут, и Уэйд сильно отстранятся от окружающего его мира и от оставшихся своих друзей. Также он начинает отталкивать от себя своих поклонников из-за неправильного использования своих административных способностей и антиобщественного поведения. После того, как объём продаж ONI превышает определённое количество, Уэйд получает уведомление о новом поручении: раздобыть Семь Осколков и воссоздать Душу Сирены. Он не может сам найти первый осколок и, в конце концов, платит пользователю по имени Ло за помощь.
После получения первого осколка Уэйд видит часть воспоминаний, понимая, что они принадлежат Кире, жене Ога, которой был одержим Холлидей. Также Уэйд узнаёт о том, что Холлидей создал из себя ИИ в виде Анорака, своего аватара в ОАЗИСе. Анорак рассказывает о том, что он поймал в западню Уэйда и всех пользователей ОАЗИСа, которые вошли в систему при помощи оборудования ONI — подавляющее большинство пользователей ОАЗИСа — и что любые попытки выйти из системы разрушат их мозг. Анорак хочет, чтобы Уэйд собрал осколки, чтобы получить Душу Сирены для себя. Он также доказывает, что готов убить кого угодно, зайдя так далеко, что даже совершает безуспешное покушение на жизнь Артемиды, которая не использует ONI. Также он ловит в западню Ога, который временно соперничал с Уэйдом в деле поиска осколков. Всё это ужасает Уэйда, поскольку противоречит его восхищению Холлидеем.
Когда Уэйд и его друзья достают осколки, он видит ещё больше воспоминаний Киры и понимает, что его ви́дение Холлидея было глубоко ошибочным: оказывается Холлидей был глубоко порочным человеком с совсем неуместной одержимостью. В конце концов, Уэйд понимает, что модули ONI способны полностью копировать воспоминания человека, и именно так у Холлидея получилось создать Анорака. Также Уэйд узнаёт о том, что Холлидей создал копию воспоминаний Киры без её ведома, а затем сохранил эту копию в виде частной симуляции в надежде на то, что он сможет заставить её влюбиться в него. Ог был предупреждён о существовании копии и о всех возможностях модуля ONI после смерти Холлидея, после чего он завершил Dorkslayer, способного уничтожить ИИ Холлидея, но которым может пользоваться только он сам. Уэйду и его друзьям удаётся использовать технологии и свои хитрости для того, чтобы подключить Ога к модулю ONI для того, чтобы он мог сражаться с Анораком. Огу удаётся победить Анорака, но он умирает от тяжёлых ран, полученных в плену. Через день после битвы Уэйд собирает осколки, восстанавливая ИИ Киры. Она сообщает ему, что Холлидей был действительно глубоко обеспокоен, также он осознал свою порочность после того, как просмотрел все её воспоминания и увидел себя её глазами; неуравновешенность Анорака была следствием попыток Холлидея удалить нежелательные черты своей личности из ИИ, но неотредактированные «загруженные» также стабильны, как и люди, с которых они были скопированы если не в большей степени из-за того, что они освобождены от стрессов физического существования.
Таким образом Уэйд создаёт ИИ Ога, благодаря тому, что он использовал систему ONI в последней битве, а также ИИ себя и своих друзей. Он отправляет их на космическом корабле, который он ранее строил для себя и друзей, а их физические тела остаются на Земле. Вернувшись на Землю Уэйд женится на Саманте, и они ждут дочь, в то время как его друзья также создают свои собственные семьи.

## Возможная экранизация
В ноябре 2017 года Клайн признался в том, что пробуждение его желания написать «Второму игроку приготовиться» связано с работой над сценарием первого фильма, а также с его успешным принятием зрителями и критиками. Писатель заявил о том, что киностудия может пожелать продолжения. В марте 2018 года Клайн повторил это, сказав следующее: «Думаю, есть хороший шанс на то, что если „Первому игроку приготовиться“ преуспеет, то Warner Bros. захочет сделать продолжение. Не знаю, захочет ли Стивен [Спилберг] снова погружаться во всё это, потому что он бы знал, во что он ввязывается. Он сказал, что из десятков и десятков фильмов это третий по сложности фильм, над которым он работал». У исполнительницы одной из главных ролей, актрисы Оливии Кук, есть контрактные обязательства по съёмкам в продолжениях. В марте 2024 Стивен Спилберг заявил, что начал работу над фильмом, но съёмки начнутся не раньше 2025 года.